# Anna Eliza Williams
Anna Eliza Williams (nascida Davies) (Burford, 2 de junho 1873 — Swansea, 27 de dezembro de 1987) foi uma supercentenária do Reino Unido e Decana da Humanidade de 2 de fevereiro de 1987 até a data de seu falecimento, aos 114 anos e 208 dias. Sucedeu-lhe no título Florence Knapp, de 114 anos de idade.
Ela nasceu em Burford, Shropshire, e morreu em 27 de dezembro de 1987, na Tuxedo Old People's Home, 104 Eaton Crescent, Swansea, Gales, tendo se mudado para Swansea depois de seu casamento. Seu marido, William Henry Williams, um carpinteiro, morreu em 1954. Williams atribuiu sua longevidade a uma "vida de ociosidade", juntamente com "ser uma não fumante e comer muitos vegetais". Houve também uma história de longevidade em sua família: sua mãe viveu até os 98 anos, e os sete irmãos de Anna viveram além da idade de 80, tendo um sobrevivido até os 101. Além disso, sua filha Constance Harvey (8 de outubro de 1906 — 18 de junho de 2014) viveu até a idade de 107 anos e 253 dias. Anna Eliza Williams quebrou o recorde de longevidade britânica em 12 de julho de 1985.
Seu recorde britânico de 114 anos e 208 dias foi quebrado por Charlotte Hughes em 28 de fevereiro de 1992.